# Посмішка на камені
«Посмішка на камені» — радянський художній фільм 1974 року, знятий режисером Усенжаном Ібрагімовим на кіностудії «Киргизфільм».

## Сюжет
Герой фільму — скульптор. До нього звернулися мешканці його рідного села із проханням створити пам'ятник загиблим на війні. Подія ця стала поворотною у громадянській та творчій долі героя.

## У ролях
- Болот Бейшеналієв — Есенгельди («Шашки-вон») (озвучив Юрій Пузирьов)
- Джамал Сейдакматова — Жамал (озвучила Лариса Даниліна)
- Карідін Акматалієв — Акжолтой (озвучив Микола Мерзлікін)
- Джаміля Садикбаєва — Айша
- Капар Медетбеков — Чомой (озвучив Костянтин Тиртов)
- Б. Алигулов — Асан Алієв (озвучив Володимир Балашов)
- Аліман Джангорозова — стара (озвучила Зінаїда Воркуль)
- Жекшенаали Арсигулов — Абди, лахмітник (озвучив Юрій Саранцев)
- С. Адилов — Акжолтой в дитинстві (озвучила Олександра Назарова)
- У. Кидирназаров — Сактин у дитинстві (озвучила Ярослава Турильова)
- А. Байдільдінова — Айша у дитинстві (озвучила Ольга Громова)
- Ж. Мухутдінов — Медер у дитинстві (озвучила Маргарита Корабельникова)
- Калійча Рисмендієва — епізод

## Знімальна група
- Режисер — Усенжан Ібрагімов
- Сценарист — Еркін Борбієв
- Оператор — Олексій Кім
- Композитор — Джон Тер-Татевосян
- Художник — Сагинбек Ішенов